# Frénésie d'été
Pour plus de détails, voir Fiche technique et Distribution.
Frénésie d'été (titre original : Frenesia dell'estate) est un film franco-italien réalisé par Luigi Zampa, sorti en 1964.

## Synopsis
Au milieu de la saison estivale à Viareggio, le vieux Marcello, un noble appauvri, fait la cour à la très jeune Foschina, sœur de son ami Manolo, rencontré par hasard sur la côte.
Manolo, maître nageur et séducteur des touristes étrangers qui affluent sur les plages de la Versilia, tente en vain d'organiser une publicité aérienne avec la collaboration de son ami pilote Cittelli. Yvonne travaille au bord de l'eau, un colporteur de bonbons qui séduit Francisco, un cycliste sans succès qui finira par rester avec elle.
Manolo a une seconde sœur, Selena, qui est fiancée à Nardoni, un militaire rigide attiré malgré lui par le Français Gigì, qu'il croit être un travesti ; Effrayé par la situation, Nardoni décide finalement de se marier, pour découvrir que Gigì est en fait une femme. Marcello, abandonné par Foschina lorsqu'elle découvre son métier, revient chez son amie, la couturière Alba pour qui il faisait des défilés de mode. Toutes les histoires ont une fin heureuse à leur manière.

## Fiche technique
- Titre original : Frenesia dell'estate
- Titre français : Frénésie d'été
- Réalisation : Luigi Zampa
- Scénario : Leonardo Benvenuti, Piero De Bernardi, Agenore Incrocci, Mario Monicelli, Raffaello Pacini, Folco Provenzale, Giulio Scarnicci, Furio Scarpelli et Renzo Tarabusi
- Photographie : Marcello Gatti
- Montage : Eraldo Da Roma
- Musique : Gianni Ferrio
- Pays d'origine :  Italie |  France
- Genre : Comédie
- Durée : 110 minutes (1 h 50)
- Dates de sortie :
  - Italie : 4 février 1964
  - France : 13 février 2016 (Cinémathèque française, Paris)[1]

## Distribution
- Vittorio Gassman : Captain Mario Nardoni
- Sandra Milo : Yvonne
- Michèle Mercier : Gigi
- Philippe Leroy : Manolo
- Gabriella Giorgelli : Foschina
- Graziella Galvani : Selene
- Vittorio Congia : Francisco Pedrillo
- Livio Lorenzon : Giulio Cittelli
- Giampiero Littera : Paolo
- Umberto D'Orsi : le docteur
- Mario Scaccia : le patron du « Carrousel » Show
- Renzo Palmer : Barsanti
- Enzo Garinei : Balestrazzi
- Corrado Olmi : Furricchio
- Amedeo Nazzari : Conte Marcello della Pietra
- Lea Padovani : Alba Mannelli